# L'Auberge Du Pont de Collonges
De L'Auberge du Pont de Collonges is een restaurant in Collonges-au-Mont-d'Or een gemeente in het arrondissement Lyon, 
dat vanaf 1959 werd gerund door Paul Bocuse (Collonges-au-Mont-d'Or, 11 februari 1926 – aldaar, 20 januari 2018).

## Beschrijving

### Voorgeschiedenis

Kadaster 1955-1980 L Auberge du Pont de Collonges

De familie Bocuse had een zeer lange traditie in het restaurantwezen, 1785 was er al een molenaar in de plaats wiens vrouw kookte voor gasten,
in ieder geval 5 generaties (Nicolas, Pierre, Victor dit Joseph, Georges en Paul). Rond 1850, had Nicolas, opgevolgd door Pierre en Joseph,een restaurant in een voormalig bijgebouw van het landgoed Roche-Bozon Restaurant Bocuse (2022, L'Abbaye de Collonges, Quai de la Jonchère, 69660 Collonges-au-Mont-d'Or).
In 1904 werd het restaurant en de naam Bocuse verkocht. Op 14 februari 1925 trouwde Georges met Irma Paule Camille Roulier en 
startte als chef in het Hôtel du Pont dat was gekocht door zijn schoonouders, het restaurant werd in 1959 door Paul omgedoopt naar L'Auberge du Pont de Collonges.
Georges Pierre Bocuse (1901 - 1959), runde het Hôtel du Pont en was een zeer gevierd chef-kok die uitstekende gerechten serveerde, in 1937 koopt hij het restaurant van de Rouliers.
Op 7 juli 1943 werd het restaurant op last van de regionale prefecteur gesloten wegens overtreding van de bevoorradingsregels.
Eind 1943 werd de prefecteur uit zijn ambt ontheven en werd Georges Bocuse op 18 januari in ere hersteld.

### L'Auberge du Pont de Collonges
Als in 1959 Georges sterft, erfde Paul Bocuse als enige kind de grote herberg en het familiehuis, 
Paul laat het restaurant verbouwen, uitbreiden en inrichten, vanaf 1959 is hij chef-kok van de L'Auberge du Pont de Collonges.
1961 ontvangt de L'Auberge de eerste Michelinster en in 1962 de tweede.
Vanaf 1965 tot 2020 (2 jaar na het overlijden van Bocuse) heeft het restaurant 3 sterren.
Vanaf 2020 heeft het restaurant nog 2 sterren.
In 1994 laat Bocuse de gevels van het voorzien van schilderingen (40 meter) van beroemde restauranthouders en andere decoraties.
In 2011 neemt, als gevolg van de verslechterende gezondheid van Paul, chef-kok Gilles Reinhardt de leiding van het restaurant over.
Na het overlijden van Paul Bocuse op 11 februari 2018 wordt de keuken gerund door chef-koks Gilles Reinhardt en Olivier Couvin en de patissier  Benoît Charvet.
Het interieur was en is voorzien van veel schilderijen, sculpturen en andere artefacten van Paul Bocuse, critici vonden het interieur neigen naar Kitsch.

## Authentieke gerechten
Dit zijn enkele gerechten die altijd kunnen worden besteld, bedacht door Paul Bocuse.

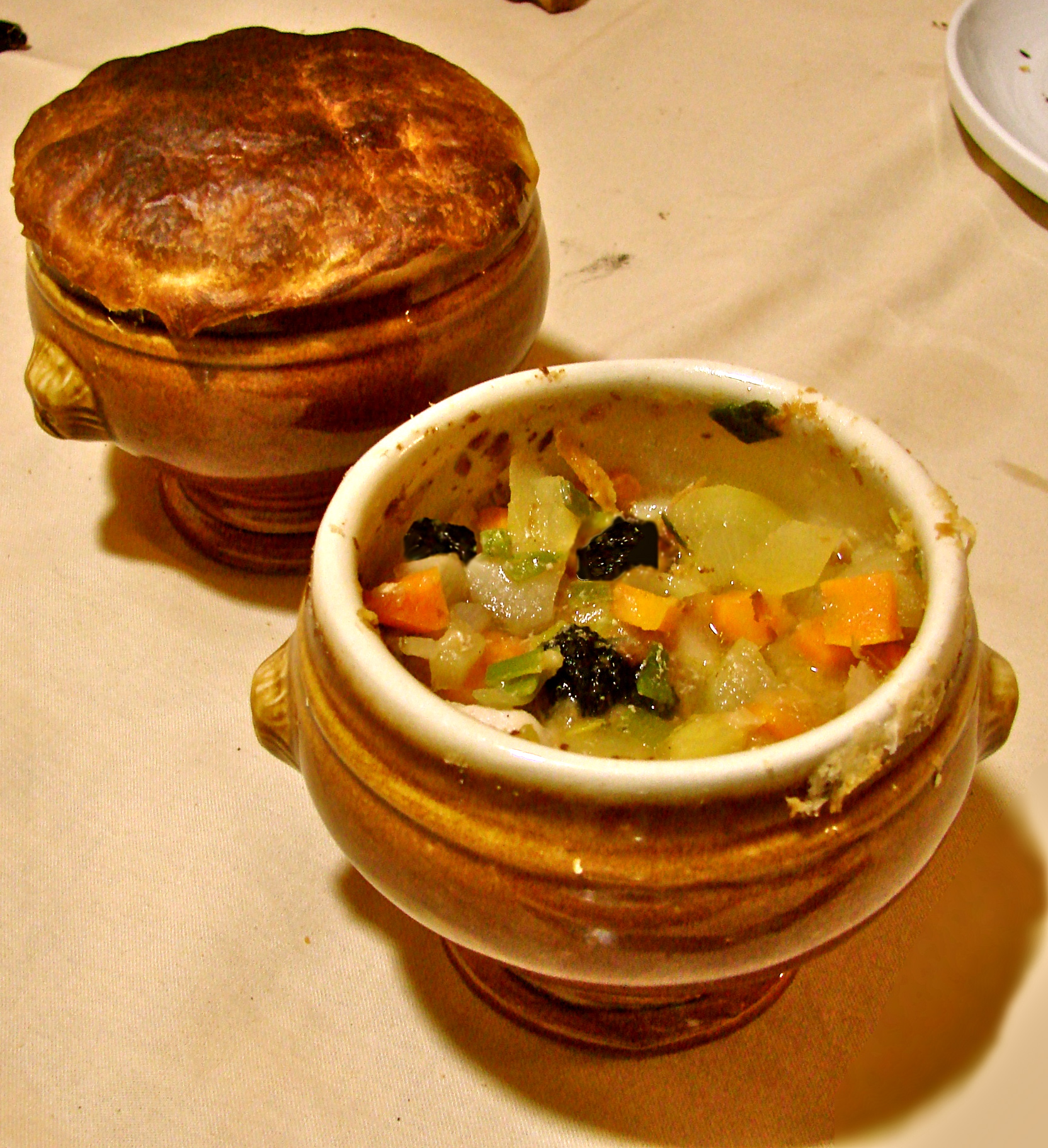
Soupe aux truffes noires VGE

- Zwarte truffelsoep (zoals in 1975 gemaakt voor de Franse president Valéry Giscard d'Estaing;
- Bresse kip, truffel en geserveerd in een bolvormige varkensblaas;
- Geroosterde tarbot in champagne.
- Zeebaars in bladerdeegkorst, Choronsaus